# Булигін Олександр Григорович
Александр Булиґін (18 серпня 1851, Рязанська губернія — 5 вересня 1919, Рязань) — слідчий міністерства юстиції у Київській губернії, міністр внутрішніх справ Російської імперії (січень — жовтень 1905).

## Біографія
Народився в садибі Булигіно Рязанської губернії в сім'ї поміщика Григорія Булигіна (1809 — 21.08.1874) та його дружини Софії, урод. Лачинової. Мав 3340 десятин землі (успадкованої та придбаної в Рязанській та Саратовській губерніях). Доводився свояком міністру юстиції М..Якимову та троюрідним братом — багатому графу С. Д. Шереметьєву.
У 1871 закінчив Імператорське училище правознавства та служив спочатку у відомстві міністерства юстиції, слідчим у Київській губернії. Через 2 роки призначений чиновником особливих доручень при Саратовському губернаторі, гласний повітового і губернського земських зборів, в 1879 став інспектором Головного тюремного управління.
У 1881 Булигін обраний зарайським повітовим ватажком дворянства (в Рязанській губернії). З 1888 по 1889 був тамбовським віце-губернатором. В 1889 став калузьким губернатором, звідки через 4 роки був переведений на аналогічну посаду в Москву. Знаком визнання його заслуг було обрання Булигіна почесним громадянином Калуги, Жиздри та Коломни. Числився при дворі у чині гофмейстера (1896). У 1902 знятий з посади губернатора (з призначенням помічником московського генерал-губернатора князя Сергія Олександровича).
20 січня (2 лютого) 1905 призначений міністром внутрішніх справ (по 22 жовтня 1905 року). 18 лютого (3 березня) того ж року на його ім'я було дано Високий рескрипт, яким під його головуванням засновано Особливу нараду для обговорення висловленої в рескрипті монаршої волі «залучати найдостойніших довірою народу одягнених, обраних від населення людей для участі в попередній розробці припущень». Відповідно до указу Миколи II очолив підготовку законодавчих припущень про заснування законодавчого органу народного представництва, який отримав у суспільстві назву «Булигінської думи». Розроблене комісією на чолі з Булигіним положення про вибори (правом голосу наділялися лише обмежені категорії осіб: великі власники нерухомого майна, великі платники промислового і квартирного податків і на особливих підставах селяни) було затверджено царським маніфестом від 6 серпня 1905 року, проте викликало сильне невдоволення у суспільстві, і вибори до Булигінської думи не відбулися.
Після Маніфесту 17 жовтня були розроблені нові положення про Думу та принципи її формування.
Після усунення з міністерського поста Булигін втратив колишній вплив і фактично зійшов із політичної арени. Формально залишався членом Держради за призначенням (з 01.01.1905 по 1917): перебував у правій групі, з 1915 — безпартійний . У 1913 — статс-секретар, почесний опікун. Головнокеруючий власною канцелярією за установами імператриці Марії (по 1917). Вважався одним із старшин Петербурзького Англійського клубу.

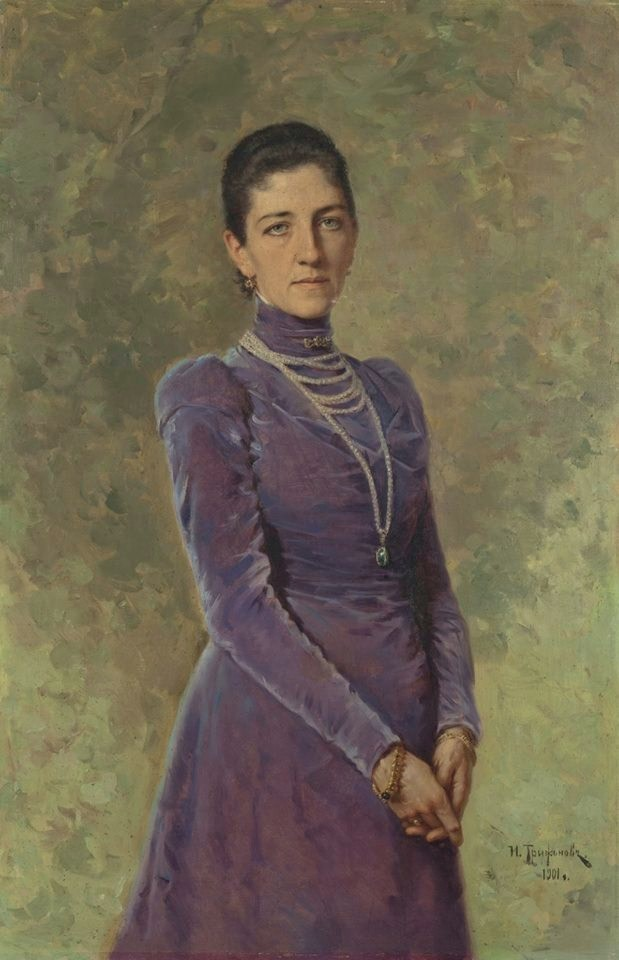
Ольга Миколаївна (1901)

Незабаром після Лютневої революції 1917, 13 березня того ж року, обер-шенк Булигін переніс апоплексичний удар і, з розформуванням імператорського двору, поїхав до Рязанської губернії у свій маєток Рибне, що вважався зразковим у плані скотарства.
У 1919 був заарештований ГубЧК і розстріляний за її вироком «за реакційну політику 1905»

## Родина
Дружина — Ольга Делянова (16.06.1860, Франкфурт-на-Майні — 1924), донька директора Лазаревського інституту та спадкоємиця вірменського роду Лазаревих, племінниця міністра І. Д. Делянова, своячка (сестра дружини) князя В. М. Голі У першому шлюбі (1881) була зі своїм двоюрідним братом Абрамом Хвощинським (1853–1894). Мала прекрасний голос і була приємною особою. Була опікункою Патронажного жіночого товариства у Санкт-Петербурзі. З 30 травня 1912 кавалерственна дама ордена Святої Катерини (малого хреста) . Померла в Москві і була похована в Донському монастирі. Дітей від Булигіна не було. Її син від першого шлюбу Петро (1882—1920) — підполковник, композитор, автор низки творів для оркестру.

## Зі спогадів сучасників
- Сергій Вітте: «Булигін являв собою людину високого ступеню порядності, чесності, благородності, дуже розумну, людину з досить великими державними знаннями, але за характером і натурою людину благодушну, яка не любить ні особливо важкого становища, ні боротьби, ні політичної суєти»[7] .
- Володимир Гурко: Особистість «… у всіх відношеннях пересічна. … Прекрасна і чесна людина, Булигін, зрозуміло, не був державною людиною і навряд чи уявляв собі, в чому саме полягає державна діяльність»[8].
- Дмитро Любимов: «Для мене було очевидно, що Булигін ненавидів суєту, клопіт та посилені заняття. Головне, що цінував він — це спокій… органічно властивий розуму та звичкам Булигіна. Він був типовий поміщик шляхетської складки колишніх часів, той же гончарівський Обломов, але в новій обстановці, позбавлений кріпаків, досяг успіху на службі, де сліпа доля піднесла його на саму височінь»[9].
- Сергій Крижанівський: «Справжня „булига“, що грузно лежала на місці, під яку і вода не текла. По суті ж це була дуже добра і порядна людина і далеко не дурна… За характером своїм старцем був і Булигін»[10].